# (37689) 1995 SH70
1995 SH70 (asteroide 37689) é um asteroide da cintura principal. Possui uma excentricidade de 0.08490380 e uma inclinação de 14.03886º.
Este asteroide foi descoberto no dia 27 de setembro de 1995 por Spacewatch em Kitt Peak.